# گورنگه سینکووتسه
گورنگه سینکووتسه (به صربی: Gornje Sinkovce) یک منطقهٔ مسکونی در صربستان است که در لسکواس واقع شده‌است. گورنگه سینکووتسه ۴۴۵ نفر جمعیت دارد.